# ロビン・ブレイズ
ロビン・ブレイズ（Robin Blaze、1971年1月11日 - ）は、イギリスのオペラ歌手（カウンターテナー）である。

## 経歴
プロゴルファーの父の元に生まれ、幼少期をシャッドウェルで過ごす。 スティーヴン・ロマスとボーイソプラノとして初めての録音を行う。王立音楽大学大学院に奨学金で進学、マイケル・チャンスとアシュリー・スタッフォードに師事。その後、王立音楽大学で声楽の教授となる。フルート 、ピアノ 、オルガンも学んだ。
トン・コープマンが立ち上げた、ディートリヒ・ブクステフーデの全曲集の録音を目指すプロジェクト、「ディートリヒ・ブクステフーデ - オペラ・オムニア」に参加していた。
鈴木雅明とバッハ・コレギウム・ジャパンと共にバッハのカンタータ集を録音している。
2017年11月、エイドリアン・バターフィールドと共にティルフォード・バッハ・フェスティバルに出演した。

## レパートリー
- モンテヴェルディ：『ウリッセの帰還』のアンピノモス
- ヘンデル：『アグリッピナ』のナルシソ
- ヘンデル：『ロデリンダ』のウヌルフォ、ベルタリード
- ヘンデル：『セメレ』のアタマス
- ヘンデル：『セオドラ』のディディムス
- ヘンデル：『セルセ』のアルサメネ
- ヘンデル：『イェフタ』のハモル
- ヘンデル：『リナルド』のリナルド
- ブリテン：『真夏の夜の夢』のオベロン